# Rimbosjávrátj
Rimbosjávrátj (äldre stavning Rimposjauratj) är en sjö i Arjeplogs kommun i Lappland och ingår i Piteälvens huvudavrinningsområde. Sjön har en area på 0,0649 kvadratkilometer och ligger 470,1 meter över havet.

## Delavrinningsområde
Rimbosjávrátj ingår i det delavrinningsområde (736387-159769) som SMHI kallar för Utloppet av Bietsasjaure. Medelhöjden är 518 meter över havet och ytan är 20,89 kvadratkilometer. Det finns inga avrinningsområden uppströms utan avrinningsområdet är högsta punkten. Vattendraget som avvattnar avrinningsområdet har biflödesordning 3, vilket innebär att vattnet flödar genom totalt 3 vattendrag innan det når havet efter 220 kilometer. Avrinningsområdet består mestadels av skog (92 procent). Avrinningsområdet har 1,57 kvadratkilometer vattenytor vilket ger det en sjöprocent på 7,5 procent.